# 劉惠娟
劉惠娟，台灣政治人物，彰化縣議會第四選區（員林市、大村鄉、永靖鄉）第19屆縣議員。

## 個人學歷
惠娟出生於員林鎮，國小就讀於彰化縣員東國小，國中就讀彰化縣立大同國民中學，之後畢業於國立彰化師範大學管理學院企業高階管理碩士。

## 個人經歷
- 彰化縣議會第18、19屆議員
- 員林鎮第17、18、19屆鎮民代表
- 員林螢光慈善會第20屆理事長
- 彰化縣愛吾礙慢飛天使關懷協會執行長
- 員永村社區大學課程審議委員
- 彰化縣立大同國中第一屆校友會常務理事
- 彰化縣立員東國小50周年校慶榮譽籌備主委
- 彰化縣志願服務協會志工獎助學金審查委員
- 彰化縣員林市福寧宮聖媽會常務理事